# Gopāla-tāpanī-upaniṣad
El Gopāla-tāpanī-upaniṣad es uno de los más de 200  Upanishad (textos sagrados en la India, escritos entre el siglo VI a. C. y el siglo XX d. C.).

## Nombre y etimología sánscrita
- gopālatāpanyupaniṣad, en el sistema AITS (alfabeto internacional para la transliteración del sánscrito).
- गोपालतापन्युपनिषद्, en escritura devanagari del sánscrito.
- Pronunciación:
  - /gó palá tapáni upanishád/.[1] o bien
  - /gopála tapáni upánishad/, más usual.
- Etimología: ‘el Upanishad acerca de la ascética rendición a Krisna’; siendo[1]
  - gopala: Krisna, el cuidador [palá] de vacas [go];
  - tapani: austero (literalmente ‘acalorado’ [siendo tapa: ‘calor’], que practica austeridades’, ‘que se derrite y purifica como el oro’); y
  - upanishad: ‘eso que se debe aprender sentado a los pies de un maestro’ (siendo upa: ‘debajo’, y nishad: ‘sentado’).

## Relación con los otros Upanishad
Cada uno de los Upanishad fueron asociados con alguno de los cuatro Vedas, lo que les daba autoridad como sruti (escrituras ‘oídas’ directamente de los dioses). Este Gopala-tapani-upanisad fue relacionado con el Atharva-veda, como si hubiera sido escrito al mismo tiempo que él (a principios del I milenio a. C.), o como si fuera un suplemento.
El Muktika-upanisad (siglo X d. C.) decretó que había 108 Upanishad principales, y puso al Gopala-tapani en el lugar número 95.

## Contenido
En los primeros versos, un narrador cuenta que varios sabios (quizá los cuatro Kumaras) se acercaron al dios Brahmá de cuatro cabezas y le hicieron preguntas.
sach-chid-ananda-rupaia
krishnaiaklista-kárine
namo vedanta-vediaia
guravé buddhi-sakshiné
Cuerpo de eternidad, conciencia y felicidad,
a Krisna, el rescatador de la angustia,
le ofrezco reverencias a él, que es conocible mediante el Vedanta,
quien es el gurú, y es el testigo de la inteligencia.

## Citas
- 1.3: krishnó vai paramam daivatam
  - Krisna ciertamente es el supremo entre los dioses.
- 1.15: eko ’api san bahudhá io avabhāti
  - Aunque él [Krisna] es único, está presente en muchos.
- 1.21: eko vashí sarva-gá krishná
  - Krisna tiene una única morada pero está en todas partes.
- 1.24: io brahmanam vidadhati purvam io vai vedams cha gapaiati sma krisná
  - Aquel que a Brahmá enseñó antiguamente, aquel ciertamente que difundió los Vedas, ese es Krisna.
- 1.35: tam ekaṁ góvindam, sach-chid-ananda-vigrajám
  - Tú eres Góvinda [vaquero, ‘líder de vacas’], personificación de la eternidad, la conciencia y la felicidad.

## El significado del nombre de este grupo de «Upanishads»
No está claro cuál es el significado de la palabra sánscrita tapaníia en el contexto de estos Upanishad.
La palabra se puede encontrar en cuatro formas diferentes: tapanīya, tāpanīya, tapani o tapini.
La forma más común usada en títulos y referencias es tapani, pero parece ser una forma abreviada de la más correcta tāpanīya, que incluso aparece en los propios textos.
De acuerdo al veredicto del sanscritólogo británico Monier Monier-Williams se debe suponer que tāpanīya (‘oro’) sería el nombre de una escuela de la Vayasanei-samjita que produjo los cuatro Upanishad que llevan este nombre.
Esto haría suponer que los cuatro proceden de una fuente común, algo que otros escritores discuten, que creen que las otras tres obras se escribieron siguiendo el modelo del Nrsimha-tapani-upanishad debido al éxito que gozó esa obra al legitimar una determinada antigua tradición que contenía el Nrisinja mantra.
Deussen dice que tapanīia significa ‘lo que se debe calentar’ o ‘de oro’.
También significa ‘purificación a través del calor’ (como el oro) o ‘automortificación’.
A menudo el proceso de autopurificación se compara con la fundición de oro, que se derrite en el fuego varias veces para eliminar cualquier impureza.
Deussen explica el término de la siguiente manera: «Tapanam (austeridad) es el ardiente sufrimiento autoinfligido o el autosacrificio ascético; Nrisinja-tapanam entonces representa la ascética autoentrega a Nrisinja. Por lo tanto la Nrisinja-tapanīia-upanishad es la doctrina esotérica relacionada con la ascética entrega a Nrisinja».

## Datación de los «Tāpanyupaniṣad»
Hay muchos problemas al tratar de fechar el Gopala-tapani, ya que ninguno de los puntos de referencia conocidos son muy sólidos.
- Se desconoce la fecha del Muktika-upanishad (que enumera al Gopala-tapani como uno de los 108 Upanishad), por lo que no es de mucha ayuda.
- Los gaudíia vaisnavas (‘krisnaístas de Bengal’) también citan al Gautamíia-tantra que se encuentra al principio del Gopalá-tapani con el fin de establecer que este Upanishad es śruteśira, el texto más alto de la literatura śruti (los textos más sagrados del hinduismo: los Vedas y los Upanishads), una opinión que se puede discutir. La cita en efecto, parece ser una referencia al Gopala-tapani-upanishad, pero por desgracia no se conoce la fecha definitiva del Gautamiya tantra, así que tampoco es de mucha ayuda.
- Un antiguo libro de Keshava Bhatta, el Kramadipika, puede haber tomado prestado elementos del Gopala-tapani-upanishad (o viceversa). Pero es más posible que tengan un origen común, ya que Bhatta no cita a la Gopala-tapani-upanishad en ninguna parte.
- Tanto la Gopala-tapani-upanishad, como el Gautamiya tantra y el Kramadipika muestran la influencia del Pañcarātra (centrado en el dios Krisna) o según otros la influencia de la tradición bhágavata, la cual también puede haber producido el Nárada-pancharatra.[3]

Se cree que el primero de los Tapaníia-upanishads fue el Nrisinja-tapani-upanishad, que sirvió de modelo para los demás que tomaron ese nombre. Existe un comentario al Nrisimja-tapani que se atribuye a Gaudapada (siglo VIII) o a Shánkara (788-820).
Aparte de ellos dos, la primera referencia a este Upanishad se encuentra en el Anubhuti-prakash, del escritor Madhua Vidyāraṇya (siglo XIV d. C.), en el que hay un capítulo acerca del Nrisinja-uttara-tapani-upanishad. Se deduce entonces que el Nrisimja-tapani debe ser al menos anterior al siglo XIV. Dado que no existe ninguna referencia anterior a esta obra, no es probable que sea mucho más antigua. Teniendo todo esto en cuenta, la fecha más temprana posible para el Gopala-tapani-upanishad parece estar en algún lugar entre los siglos XIII y XIV. Esto concuerda con las opiniones de otros autores.

## Ediciones y primeros comentarios
- Comentario de Yiva Gosuami.
- Comentario de Visuanatha Chakravarti.
- Prabodhananda Sarasuati.[5]
- KrisnaDasa Babayi: comentario Kusuma Sarovara.[6]
- Edición y comentarios de Siddhanti Majarash.
- Edición y comentarios de B. V. Tripurari.[7]
- Traducción al inglés de Kuśakratha Dasa (del movimiento hare krishna).